# Сен Роз ди Лак (Манитоба)
Сен Роз ди Лак (фр. Ste. Rose du Lac) је малена варош у централном делу канадске провинције Манитоба и део је географско-статистичке регије Паркланд. Варошица се налази у близини јужне обале језера Дофен на неких 50 км источно-југоисточно од града Дофена, односно на око 300 км северозападно од административног центра провинције Винипега.
Насеље је 1889. основала група франкофоних Метиса и дала му име у част свете Розе Лимске, прве светитељке католичке цркве из реда аутохтоних народа обе Америке.
Према резултатима пописа становништва из 2011. у варошици су живела 1.023 становника у укупно 472 домаћинства, што је за 2,8% више у односу на 995 житеља колико је регистровано
приликом пописа 2006. године. Иако је насеље настало као франкофона заједница, данас у вароши свега 60 становника сматра француски језик својим матерњим језиком.
Најважнија привредна делатност у варошици и околини је сточарство, па често ову варош називају и сточарском престоницом Манитобе.

## Становништво
| 2011. |
| ----- |
| 1.023 |